# Andrea Luna
Patricia Andrea Luna Cisneros (Lima, 19 de febrero de 1991) es una actriz de cine, teatro y televisión, cantante y modelo peruana.   
Inició su carrera en Miami, Estados Unidos. Estudió actuación con los directores Bruno Odar y Alberto Ísola; continuó en la Escuela de Cine de Nueva York. y en el Estudio Corazza en Madrid. Estudió periodismo en la Universidad San Martín de Porres.   
Es conocida por sus papeles protagónicos y antagónicos en series de televisión y telenovelas producidas en su país de origen: Locura de amor, La AKdemia, Amor de madre, Valiente amor, Solo una madre, Colorina, Señores papis, Los otros libertadores, Princesas y Pobre novio.

## Estudios y primeros años
Estudió la secundaria en Miami Beach Senior High School en el condado de Miami-Dade. En 2005 inició su carrera de modelo en Miami y en 2006 se mudó a Lima. En 2008 inició la carrera de ciencias de la comunicación y egresó en 2021 de la Universidad San Martín de Porres como periodista.
En 2010 inició sus estudios de actuación con el actor y director Bruno Odar en la «Asociación Cultural Diez Talentos» finalizándolos en 2012. En 2013 estudió "teatro musical" con Denisse Dibós en la «Asociación Cultural Preludio», en 2016 estudió en la Escuela de Cine de Nueva York (New York Film Academy) en Manhattan New York y en 2017 con el director Alberto Ísola en "Escena Contemporánea". En 2018 llevó talleres intensivos con el director argentino Francisco Lummerman. En 2022 se preparó en España en el estudio Corazza

## Carrera

### 2006 - 2012
En 2006 hizo su primera aparición en televisión en el programa deportivo «100% Fitness» que se transmitía por RBC Televisión. En 2007 participó como modelo y reportera del programa «TVO Hoy» durante un año. El magazine era transmitido por Panamericana Televisión. también se inició en los certámenes de belleza y desfiles. Inició en el modelaje en la Escuela de Modelaje y Agencia de modelos Lima Teens. Con ello, se hizo muy popular en su país y prestó su imagen para publicitar muchas marcas conocidas en Perú y el extranjero y para protagonizar videoclips de cantantes muy conocidos. En 2009 debutó en la actuación como antagonista de la serie juvenil La AKdemia. La serie se transmitió durante cuatro años los sábados en la mañana por América Televisión. Tuvo una participación especial en la telenovela Lalola.

### 2013 - 2015
En 2013 debutó en el teatro con un clásico de William Shakespeare, protagonizó Romeo y Julieta, dirigida y adaptada por Bruno Odar. En la Convento de San Francisco, ubicado en el Centro histórico de Lima. 
Se inició como empresaria y diseñadora de su propia marca de ropa de mujer. Tiene una boutique en el distrito de Miraflores.
Empezó a trabajar con la directora Michelle Alexander primero en Mi amor, el wachimán 2, con un personaje recurrente. Al año siguiente protagonizó la serie juvenil Locura de Amor junto a Fernando Luque.  Luego vendrían las telenovelas Amor de madre, donde tiene una relación con un chico sordo (Stefano Salvini) y Valiente amor, como antagonista. Todas las producciones se transmitían en horario estelar por América Televisión. En 2014 se iniciaron las grabaciones de una nueva serie con Efraín Aguilar Pardavé, la serie se llamaba "Hotel Otelo" pero solo se emitió algunos capítulos por América Televisión y la serie se canceló a mitad de rodaje. Luego de este fracaso, inició el rodaje de la comedia de situaciones Somos family transmitida por Frecuencia Latina como Briggitte.
Su segunda obra de teatro fue el musical "Antes de las doce".
Ese mismo año junto a Pietro Sibille protagonizó la obra «El Hombre del subsuelo», adaptación de la novela Memorias del subsuelo de Fiódor Dostoyevski, dirigida por el cineasta Josué Mendez. La obra alcanzó gran éxito y se tuvo una reposición al año siguiente. Participó en las microobras musicales "Por culpa del amor", "Esta vez no es por culpa del amor" y "Pronto llegará" en Microteatro Lima.
Este año se inició el rodaje de su primera película como protagonista Sangra, grita, late de Aldo Miyashiro. La película de estrenó en 2017 en el festival de cine de Austin quedando como finalista. Ganó el premio especial del público en el Festival de cine de Houston 2018. Quedó finalista en el Festival de Cine de Lima 2018 y participó en el Festival de cine de la Universidad de Lima 2018.

### 2016 - 2018
Entre 2016 y 2017 Andrea protagoniza la telenovela, Solo una madre de América Televisión. En 2017 concursa en el reality show de baile El gran show: primera temporada conducido por Gisela Valcárcel, donde obtuvo el tercer puesto tras dos meses de competencia y protagoniza la obra ganadora del premio especial de Sala de Parto 2015, "Ciudad Cualquiera" en la UP. Entre 2017 y 2018 ingresa al elenco de Madre por siempre, Colorina como Ägata Villamore.
En 2018 protagoniza junto a Roberto Moll en el teatro Ricardo Blume, la obra de teatro Música, adaptación de la novela de Yukio Mishima dirigida por Mateo Chiarella. Por esta obra ha sido nominada como mejor actriz por Broadwayworld Regional Awards, obtuvo el garlador de los Premios Luces de El Comercio, Pop Art y Oficio crítico como mejor actriz. 
Protagonizó junto a Sebastián Monteghirfo la obra "Un Misterio, una pasión" en el Teatro La Plaza dirigida por Juan Carlos Fisher. Esporádicamente presenta la obra de teatro para jóvenes "Duende o la travesía de Lorca" dirigida por Mateo Chiarella en el Gran Teatro Nacional y en el Centro Cultural España. Esta obra también se presenta en diferentes colegios por todo Lima y a nivel nacional. 
Filmó su segunda película "La sacamos del estadio".

### 2019 - 2020
Filmó su tercera película con el director Augusto Tamayo llamada "Sebastiana, la maldición" y protagonizó la obra "La Habitación Azul" de David Hare dirigida por Mateo Chiarella ha sido nominada por esta obra como mejor actriz por Oficio crítico.
Participó como Carolina en la versión peruana de la telenovela Sres. Papis de América Televisión
Filmó junto a Carlos Alcántara la versión peruana de la película "Igualita a mí" dirigida por el director colombiano Felipe Martínez y tuvo una participación especial junto a Damián Alcázar en la película "Ronney Monroy ama a todas" dirigida por Josué Méndez. Protagonizó el clásico español "La Celestina" como Melibea, dirigida por Alberto Ísola en el centro cultural de la Universidad del Pacífico. Ha sido ganadora por segundo año consecutivo como mejor actriz por los Premios Luces 2019 de El Comercio. La última obra presencial que protagonizó fue "Buenos Vecinos" bajo la dirección de Oswaldo Cattone en 2020.

### 2021 - 2025
Participó como antagonista de la telenovela, "Princesas", como la hermanastra más malvada de Danielle, que marca su debut como villana. Luego se realizó la segunda parte Brujas en donde destacó con su personaje de Zamara. Participó en la serie Los Otros Libertadores como la libertadora Juana de Dios Manriquey fue nominada a los Premios Platino. Trabajó en la telenovela Superada e hizo su ingreso a Al Fondo hay sitio. En 2025 destacó con el personaje Pamela Chumbe en la Telenovela Chilena/Peruana #pobrenovio

## Filmografía

### Cine
| Año  | Película                    | Personaje                          | Director                  | Notas                                                 |
| ---- | --------------------------- | ---------------------------------- | ------------------------- | ----------------------------------------------------- |
| 2016 | ¡Sangra, grita, late!       | 3 roles / Protagónico              | Aldo Miyashiro            | Festival de Cine de Lima. Festival de Cine de Austin. |
| 2019 | Sebastiana, la maldición    | Paula / Protagónico                | Augusto Tamayo            | Preseleccionada para los premios Platino.             |
| 2019 | Rómulo y Julita             | Magdalena / Participación especial | Daniel Martín Rodríguez   |                                                       |
| 2019 | De patitas a la calle       | Luna (voz)                         | Carlos Landeo             |                                                       |
| 2019 | Igualita a mí               | Raquel / Participación especial    | Pipe Martínez             |                                                       |
| 2019 | Rooney Monroy ama a todas   | Participación especial             | Josué Méndez              | Perú                                                  |
| 2021 | "¿Nos casamos? Sí mi amor"  | Participación especial             |                           | Perú                                                  |
| 2021 | "Sugar en Aprietos"         | Paula                              | José Salinas              | Perú                                                  |
| 2023 | "Atrapado en mi mente"      | Verónica / Protagónico             | Richard Santaria          | Perú                                                  |
| 2023 | "Un retiro para enamorarse" | Lucía/Protagónico                  | Jesús Álvarez Bentancourt | España/Perú                                           |
| 2025 | "La Perricholi"             | Micaela Villegas / protagónico     | Augusto Tamayo            | Perú                                                  |

### Televisión
| Año         | Título                          | Rol                        | Notas                                                                           |
| ----------- | ------------------------------- | -------------------------- | ------------------------------------------------------------------------------- |
| 2007        | 100% Fitness                    | Ella misma                 | Cameo                                                                           |
| 2008-2009   | Tvo Hoy                         | Ella Misma                 |                                                                                 |
| 2009 - 2012 | América Kids                    | Rosario                    |                                                                                 |
| 2009 - 2012 | La Akdemia                      | Rosario                    |                                                                                 |
| 2009        | Al fondo hay sitio              | Modelo                     | Invitada                                                                        |
| 2011        | Lalola                          | Valeria                    | Invitada                                                                        |
| 2012        | La AKdemia-América Kids         | Rosario                    |                                                                                 |
| 2013        | Mi amor, el wachimán 2          | Camelia                    | Invitada                                                                        |
| 2014        | Hotel Otelo                     | Dorita                     | Secundario                                                                      |
| 2015        | Locura de amor                  | Jesy López                 | Protagonista                                                                    |
| 2015        | Somos family                    | Briggite                   | Secundaria Nominada a mejor producción local por Premios Luces 2015             |
| 2015        | Amor de madre                   | Lucia Bermúdez             | Reparto principal Nominada a mejor producción local por Premios Luces 2015      |
| 2016        | Valiente amor                   | Macarena Oviedo Mendizabal | Antagonista Secundaria Nominada a mejor producción local por Premios Luces 2016 |
| 2017        | Solo una madre                  | Lucero López Rosas         | Protagonista Nominada a mejor producción local por Premios Luces 2017           |
| 2017        | El gran show: primera temporada | Participante               | 3° puesto                                                                       |
| 2017-2018   | Madre por siempre, Colorina     | Ágata Villamore            | Antagonista                                                                     |
| 2019        | Sres. Papis                     | Carolina Echenique         | Ganadora a mejor producción por Premios Fama 2019                               |
| 2019        | Reinas del Show                 | Participante               | 6º puesto                                                                       |
| 2021        | Princesas                       | Zamara Machuca             | Reparto principal (Antagonista)                                                 |
| 2021        | Los otros libertadores          | Juana de Dios Manrique     | Principal Nominada a mejor actriz de reparto en Premios Platino2022             |
| 2022        | Junta de vecinos 2              | Valentina Santa María      | Reparto principal                                                               |
| 2023–2024   | Súper Ada                       | Melissa Calderón           | Reparto principal (Antagonista)                                                 |
| 2024        | Al fondo hay sitio              | Romina Ferrari             | Reparto recurrente                                                              |
| 2024–2025   | #Pobrenovio                     | Pamela Chumbe              | Protagonista                                                                    |
| 2025        | La rosa de Guadalupe Perú       | Claudia Revilla            | Protagonista (Episodio: «Vuelta en U»)                                          |
| 2025        | Brujas                          | Zamara Machuca             | Reparto principal (Antagonista)                                                 |

## Teatro
| Año       | Obra                                                                         | Rol                       | Director                          | Notas |
| --------- | ---------------------------------------------------------------------------- | ------------------------- | --------------------------------- | --- |
| 2013      | Romeo y Julieta de Willian Shakespeare                                       | Julieta Capuleto          | Bruno Odar                        | Iglesia San Francisco |
| 2014      | Antes de las doce- Musical                                                   | Frida                     | Oscar Beltrán                     | Teatro Mario Vargas Llosa |
| 2014/2015 | El Hombre Del Subsuelo de Fiódor Dostoyevski                                 | Liza                      | Josué Mendez                      | CCPUCP |
| 2015      | CLIMAX                                                                       | Varios Roles              | Gerardo Díaz - Antonella Esposito | Teatro Ensamble Nominada a mejor actriz de comedia por Pop art |
| 2015      | Por Culpa Del Amor- Musical                                                  | Grace                     | Roberto Ruíz - Denisse Dibós      | Microteatro Musical |
| 2015      | El Mago del país de las maravillas- Musical                                  | Alicia                    | Javier Valdés - Denisse Dibós     | C.C. Universidad Pacífico |
| 2016      | Cuéntame Shakespeare                                                         | Lady Macbeth / Desdémona  | Bruno Odar                        | Puericultorio Pérez Aranibar/ auditorio Británico |
| 2016      | Por Culpa Del Amor                                                           | Grace                     | Roberto Ruiz                      | Microteatro |
| 2016      | Somos Libres                                                                 | La niña                   | Christian Lévano                  | C.C. ICPNA |
| 2016      | Esta vez no es por culpa del amor - Musical                                  | Grace                     | Roberto Ruíz                      | Microteatro Musical |
| 2016      | Pronto Llegará - Musical                                                     | Andrea                    | Roberto Ruíz                      | Microteatro Musical |
| 2017      | El Refugio                                                                   | Ani                       | Jorge Robinet                     | Microteatro |
| 2017      | Generación Selfie                                                            | Varios roles              | Gerardo Díaz                      | Microteatro |
| 2017      | Ciudad Cualquiera de Renato Fernández                                        | Varios roles              | Renato Fernández                  | C.C. Universidad Pacífico Nominada a mejor obra por Pop Art Nominada a mejor dramaturgia por Luces |
| 2018      | El Detective, la mujer y Kevin O' Connor                                     | La mujer                  | Gonzalo Molina                    | Kontenedores Asia |
| 2018      | "Música" Yukio Mishima                                                       | Reiko Yumikawa            | Mateo Chiarella                   | Teatro Ricardo Blume. Nominada a mejor actriz por Broadwayworld Regional Awards 2018 Ganadora a mejor actriz por Oficio Crítico Nominada a mejor obra por Oficio Crítico Ganadora a mejor actriz por Premios Luces 2018 Nominada a mejor actriz por Pop Art |
| 2018      | "Duende" o "La Travesía de Lorca"                                            | Varios roles              | Mateo Chiarella                   | Gran Teatro Nacional |
| 2018      | "Un misterio, una pasión" de Aldo Miyashiro                                  | Lucía                     | Juan Carlos Fisher                | Teatro La Plaza Nominada a mejor obra por Broadwayworld Regional Awards Nominada mejor obra por Premios Luces |
| 2019      | La Habitación Azul de David Hare                                             | 5 roles                   | Mateo Chiarella                   | Teatro Ricardo Blume Nominada a mejor actriz por Oficio Crítico |
| 2019      | El llamado de Alassio de Giuseppe Albatrino y Ericka Espino                  | Teresa de la Cruz Candamo | Bruno Odar                        | I E P de La Cruz |
| 2019      | Propiedad Privada de Ángela Mesa                                             | Lala                      | Ángela Mesa                       | Microteatro |
| 2019      | La Celestina de Fernando de Rojas                                            | Melibea                   | Alberto Isola                     | Teatro Universidad Pacífico Ganadora a mejor actriz por Premios Luces 2019 Ganadora a mejor obra por Premios Luces 2019 |
| 2020      | Buenos Vecinos de Torben Betts                                               | Gema                      | Oswaldo Cattone                   | Teatro Marsano |
| 2020      | Cuento alrededor de un círculo de espuma de Sara Joffré                      | Elena                     | Herbert Corimanya                 | Teatro virtual Ganadora a mejor actriz por Oficio Crítico |
| 2020      | El Hombre y Lisa Fragmento de "El Hombre del Subsuelo" de Fiódor Dostoyevski | Lisa                      | Pietro Sibille                    | Teatro virtual |
| 2022      | Bull                                                                         | Isabel                    | Miki Page                         | Teatro Julieta |
| 2022      | Guayaquil: Una Historia de amor                                              | Manuela Saenz             | Javier Valdés                     | Teatro Mario Vargas Llosa |
| 2022      | Jauría de Jordi Casanovas                                                    | Ella / Fiscal             | Jennifer Woytouski                | Teatro Julieta Nominada a mejor actriz por Oficio Crítico Ganadora mejor actriz por Supay |
| 2023      | El Diablo                                                                    | Stepanida                 | Mateo Chiarella                   | Teatro Ricardo Blume Nominada a mejor actriz por los Premios Luces 2024 |
| 2023      | Nací para quererte                                                           | Anita                     | Tommy Párraga                     | Teatro Segura 2 temporadas |
| 2023      | Es aquí la funeraria                                                         | Vendedora                 | Mario Cortijo                     | Sala Zurita |
| 2024      | La poción de la verdad                                                       |                           | Jennifer A Woytowski              | Teatro de Lucía |
| 2024      | Un Espíritu Travieso                                                         | Alice                     | Mateo Chiarella                   | Teatro Ricardo Blume |

## Web
| Año         | Nombre   | Rol        | Notas        |
| ----------- | -------- | ---------- | ------------ |
| 2014 - 2015 | STOP TV  | Conductora | [ 29 ]       |
| 2015 - 2019 | El After | Penny      | 2 temporadas |

## Premios y nominaciones
| Año  | Premio                      | Categoría                    | Obra                                     | Resultado      |
| ---- | --------------------------- | ---------------------------- | ---------------------------------------- | -------------- |
| 2015 | Pop Art                     | Mejor actriz comedia         | Climax                                   | Nominada       |
| 2018 | Premios Luces               | Mejor actriz drama           | Música                                   | Ganadora       |
| 2018 | Oficio Crítico              | Mejor actriz drama           | Música                                   | Ganadora       |
| 2018 | Broadway world local awards | Mejor actriz drama           | Música                                   | Nominada       |
| 2018 | Pop Art                     | Mejor actriz drama           | Música                                   | Nominada       |
| 2019 | Oficio Crítico              | Mejor actriz drama           | La Habitación Azul                       | Nominada       |
| 2019 | Premios Luces               | Mejor actriz drama           | La Celestina                             | Ganadora       |
| 2020 | Oficio Crítico              | Mejor actriz                 | Cuento alrededor de un círculo de espuma | Ganadora       |
| 2022 | Premios Platino             | Mejor actriz de reparto      | Los Otros Libertadores                   | Nominada       |
| 2022 | Oficio Crítico              | Mejor actriz                 | Jauría                                   | Nominada       |
| 2022 | Supay                       | Mejor actriz                 | Jauría                                   | Ganadora       |
| 2023 | Premios Luces               | Mejor actriz                 | El Diablo                                | Nominada       |
| 2024 | Interartis                  | Reconocimiento a trayectoria | Los Otros Libertadores                   | Reconocimiento |

### Certámenes de belleza
| Año  | Título                          | País   | Resultado | Notas         |
| ---- | ------------------------------- | ------ | --------- | ------------- |
| 2020 | Miss Globe Perú                 | Perú   | Ganadora  | [ 33 ]        |
| 2020 | Miss Globe South America        | USA    | Ganadora  | [ 33 ]        |
| 2020 | Miss Globe                      | USA    | Ganadora  | [ 33 ]        |
| 2012 | Miss Swimsuit USA International | México |           | [ 34 ]        |
| 2011 | Miss Swimsuit USA International | México | Finalista | [ 35 ]        |
| 2010 | Miss Hawaiian Tropic            | Perú   | Ganadora  | [ 36 ] [ 37 ] |
| 2009 | Miss Hawaiian Tropic            | Perú   | Finalista | [ 38 ]        |
| 2009 | Elite Model Look Perú           | Perú   | Finalista |               |
| 2008 | Miss Teen Perú                  | Perú   |           | [ 39 ]        |
| 2007 | Miss Teen Callao                | Perú   | Ganadora  | [ 39 ]        |

### Discografía
| Año  | Canción                       | Género               | Participación        | Composición                        |
| ---- | ----------------------------- | -------------------- | -------------------- | ---------------------------------- |
| 2019 | Ven junto a mi (single)       | Balada               | Solista              | Charo Piérola                      |
| 2022 | Pasará (single)               | Balada               | Feat Susan Green     | Lucho Fernández/Susan Green        |
| 2022 | Hasta que Amanezca (single)   | Urbano               | Feat Milena Federici | Daniel De Guevara/ Milena Federici |
| 2024 | Que nadie sepa (single)       | Electro Funk         | Feat Bastian         | Jose Sonner/ Irmante Jackute       |
| 2024 | Solo cree en ti (single)      | Power Ballad         | Feat                 | Álvaro Santivañez                  |
| 2025 | Cumbia Criolla (single)       | Cumbia pop           | Feat Diegotalvez     |                                    |
| 2025 | Tan cerca, tan lejos (single) | Power Pop / Rock Pop | Solista              | Milko Maruy                        |